# Krymský front
Krymský front (rusky Крымский фронт) byl název vojenské formace Rudé armády za druhé světové války resp. v době velké vlastenecké války.

## Historie
Krymský front vznikl 28. ledna 1942 při rozdělení Kavkazského frontu na Zakavkazský vojenský okruh a Krymský front. Frontu připadla vojska nacházející se na Kerčském a Tamaňském poloostrově.
Vojska frontu se v únoru až dubnu 1942 třikrát pokusila zaútočit z Kerčského poloostrova směrem do vnitrozemí Krymu, ale německou obranu neprorazila. 8. května naopak přešla do útoku německá 11. armáda, už 16. května padl Kerč, zbytky sovětských vojsk byly evakuovány na Tamaňský poloostrov.
19. května 1942 byl Krymský front zrušen, vojska byla předána Severokavkazskému frontu.

## Podřízené jednotky
- 44. armáda (28. ledna – 19. května 1942)
- 47. armáda (28. ledna – 19. května 1942)
- 51. armáda (28. ledna – 19. května 1942)
- Sevastopolský obranný prostor (28. ledna – 21. dubna 1942)
- Černomořské loďstvo (28. ledna – 21. dubna 1942)
- Azovská flotila (28. ledna – 21. dubna 1942)
- Kerčská námořní základna (28. ledna – 21. dubna 1942)
- Severokavkazský vojenský okruh (28. ledna – 21. dubna 1942)

## Velení
Velitel
- 28. ledna – 19. května 1942 generálporučík Dmitrij Timofejevič Kozlov

Člen vojenské rady
- 28. ledna – 19. května 1942 divizní komisař Fjodor Afanasjevič Šamanin

Náčelník štábu
- 28. ledna – březen 1942 generálmajor Fjodor Ivanovič Tolbuchin
- březen – 19. května 1942 generálmajor Pjotr Pantělejmonovič Večnyj